# Лінь Сінь
Лінь Сінь (кит. трад.: 廩辛; піньїнь: Lin Xin) — правитель Китаю з династії Шан.
Відповідно до Бамбукових анналів правив упродовж 4 років, утім Історичні записи зазначають, що Лінь Сінь правив 6 років.